# NGC 6420
NGC 6420 is een elliptisch sterrenstelsel in het sterrenbeeld Draak. Het hemelobject werd op 17 augustus 1883 ontdekt door de Amerikaanse astronoom Lewis A. Swift.

## Synoniemen
- MCG 11-21-13
- ZWG 321.25
- PGC 60553